# Medycyna oparta na faktach
Medycyna oparta na faktach, medycyna oparta na dowodach (naukowych), EBM (od ang. evidence-based medicine) – korzystanie w postępowaniu klinicznym z wiarygodnych dowodów naukowych dotyczących skuteczności i bezpieczeństwa terapii. Dowodów takich dostarczają wyniki badań eksperymentalnych (RCT) oraz badań obserwacyjnych. 
Inne polskie odpowiedniki terminu EBM to „ewaluacja badań medycznych” (dla uzyskania identycznego skrótowca) i „praktyka oparta na wiarygodnych i aktualnych publikacjach” (POWAP) – jednak tłumaczenia te nie oddają pierwotnego znaczenia terminu.

## Historia
Jako protoplastę medycyny opartej na faktach wskazuje się wiedeńskiego lekarza Ignaza Semmelweisa, który w 1840 roku na podstawie badań statystycznych skorelował umieralność kobiet na wydziale położniczym z wcześniejszą pracą lekarzy w prosektorium i na tej podstawie wysnuł wniosek, że zakażenia poporodowe muszą być powodowane przez jakiś czynnik zakaźny przenoszony przez lekarzy. Dzięki tej obserwacji Semmelweis był w stanie obniżyć umieralność w połogu z 12% do 2% przez wprowadzenie procedury dezynfekcji rąk przez lekarzy opuszczających prosektorium, pomimo że nie potrafił precyzyjnie wyjaśnić mechanizmu zakażenia (Ludwik Pasteur opisał go dopiero 20 lat później). 
EBM rozwinęła się w latach 80. XX wieku jako reakcja na powszechną w medycynie dominację paradygmatu opartego na naukach podstawowych (patofizjologia, biochemia). Wywodzi się z epidemiologii klinicznej, dyscypliny zajmującej się problematyką eksperymentu medycznego i oceną wiarygodności badań klinicznych. Według części źródeł powstała na McMaster University w Kanadzie, według innych – w uczelniach brytyjskich (Uniwersytet Oksfordzki, Londyńska Szkoła Higieny i Medycyny Tropikalnej i in.). „Ojcami EBM” bywają nazywani zarówno David Sackett (1934-2015) z McMaster University, jak Archie Cochrane (1909–1988) z University College London, autor klasycznej dla EBM książki Effectiveness & Efficiency: Random Reflections on Health Services, upamiętniony nazwą utworzonej w 1993 roku Cochrane Collaboration, której celem jest gromadzenie wiarygodnych danych, dot. skuteczności tysięcy nowych procedur medycznych. Istotny wkład w budowanie statystycznych podstaw EBM wniósł też Douglas Altman (1948–2018), współtwórca Cochrane Collaboration, CONSORT i in.

## Współczesność
W skład EBM wchodzi, między innymi, typologia poszczególnych rodzajów klinicznych badań naukowych (w tym badania obserwacyjne i eksperymentalne) wraz z charakterystyką ich wiarygodności, wyszukiwanie publikacji naukowych (charakterystyki dostępnych baz informacji medycznej, na przykład MedLine, EMBASE ), podstawy biostatystyki, zasady sporządzania badań wtórnych, takich jak przeglądy systematyczne czy metaanaliz. 
EBM nie ogranicza się jednak do operowania statystyką i metodami epidemiologii; oryginalne sformułowanie twórcy EBM G. Guyatta „best available evidence” nie wyklucza bowiem korzystania np. z mniej wiarygodnych doniesień naukowych (np. opisy przypadków), o ile lepsze nie istnieją lub nie są w danym momencie dostępne. Czyni to EBM nurtem otwartym na nowe koncepcje, o czym świadczy ewolucja „medycyny opartej na faktach” z buntowniczo nastawionego nurtu lat 80. do obecnie dominującego integracyjnego podejścia. 
Owo integracyjne podejście, określane niekiedy żartobliwie jako medicine based evidence (fakty oparte na medycynie) rehabilituje rolę indywidualnego doświadczenia lekarza i patofizjologii oraz wartości pacjenta jako równoprawnych z dowodami naukowymi czynników w podejmowaniu decyzji medycznych.
Amerykańska fundacja ABIM w ramach kampanii Choosing Wisely publikuje listę rozpowszechnionych w środowisku lekarskim terapii lub analiz, które w świetle badań naukowych są nieuzasadnione lub nieskuteczne.
Stosowanie podejścia EBM nie rozwiązało takich negatywnych aspektów jak błędne dowody (np. wykorzystanie wyników niepoprawnie sporządzonych raportów z RCT) czy wpływ ukrytych interesów w publikowaniu badań naukowych, które są coraz bardziej wyszukane i trudniejsze do wykazania. Nie przesądza to o tym, że model EBM okazał się bezwartościowy, jednak niezbędny wydaje się powrót do zasad EBM, etycznych aspektów leczenia chorych, indywidualnych i zrozumiałych procedur raczej niż sztywnych reguł postępowania.    

## Metody postępowania
Proces postępowania w EBM można streścić w następujących pięciu krokach:
- sprowadzenie problemu do postaci prawidłowo sformułowanego pytania; wymaga to krytycznego stawiania pytań, zaplanowania badania i określenia mocy dowodów[14]
- systematyczne pozyskiwanie najlepszych dostępnych dowodów
- krytyczna ocena spójności wewnętrznej dowodów[15], z uwzględnieniem następujących elementów:
  - błędy systematyczne wynikające z niewłaściwego doboru próby, zakłócenia przebiegu informacji i wpływu zmiennych interweniujących
  - ilościowe aspekty rozpoznania i leczenia
  - wpływ wielkości próby na wyniki badania
  - kliniczne znaczenie wyników badania
  - możliwości uogólniania wyników badania
- zastosowanie wyników badania w praktyce[16]
- ocena skuteczności[17].

## Inne dziedziny
Pojęcie EBM zostało z czasem uwzględnione w innych dziedzinach klinicznych, w tym pielęgniarstwie, stomatologii, fizjoterapii, farmakologii. W efekcie powstało określenie EBHC (evidence-based health care), czyli opieka oparta na wiarygodnych i aktualnych publikacjach naukowych.
Powstało również pojęcie EBNP (evidence-based nursing practice), czyli opieka pielęgniarska oparta na faktach. EBNP wdraża podobne zasady jak EBM, promując rozwiązywanie dylematów klinicznych, pielęgnacyjnych w oparciu o wykorzystanie oryginalnych doniesień. Wiarygodnych doniesień naukowych dostarcza baza Cochrane'a czy elektroniczny podręcznik UpToDate, baza Medline.
Pojęciem wywodzącym się bezpośrednio z EBM jest EBD (evidence-based design), czyli projektowanie oparte na dowodach/badaniach naukowych. Stosowane do projektowania szpitali, placówek służby zdrowia, a także mebli medycznych.
Postuluje się także rozszerzenie działań „opartych na dowodach” na politykę społeczną (evidence-based policy) i tworzenie prawa (evidence-based legislation).
Coraz szerzej pojawia się również koncepcja zarządzania opartego na dowodach (evidence-based management) oraz szkoleń opartych na dowodach (evidence-based training).